# Герасимов, Владимир Иванович (генерал)
Владимир Иванович Герасимов (19 сентября 1931 — 19 мая 2021) — советский и российский военачальник. Начальник 12-го Главного управления Министерства обороны СССР (1985—1992), генерал-полковник (1985).

## Биография
Владимир Иванович Герасимов родился 19 сентября 1931 года (по другим данным 2 июля 1931 года) в посёлке Лебяжье-2 Лебяжьевского-2 сельсовета Лебяжьевского района Уральской области РСФСР, ныне рабочий посёлок Лебяжье — административный центр Лебяжьевского муниципального округа Курганской области Российской Федерации. Русский.
В 1949 году окончил Куйбышевское суворовское военное училище, в этом же году поступил в 1-е Ульяновское гвардейское дважды Краснознамённое, ордена Красной Звезды танковое училище имени В. И. Ленина, которое окончил в 1952 году.
С ноября 1952 служил командиром танкового взвода в Московском военном округе.
В 1961 году, после окончания с золотой медалью Военной академии бронетанковых войск им. И. В. Сталина, направлен для прохождения дальнейшей службы, в только что созданные Ракетные войска стратегического назначения СССР, в 42-ю ракетную дивизию (г. Нижний Тагил) где последовательно занимал должности: начальник группы, заместитель командира дивизиона по ракетному вооружению.
В 1963 году, после окончания курсов переподготовки офицерского состава на полигоне «Капустин Яр», направлен для прохождения дальнейшей службы в 43-ю ракетную дивизию (г. Ромны) где последовательно занимал должности: заместитель командира дивизиона по ракетному вооружению, командир дивизиона, с ноября 1967 года заместитель командира ракетного полка, с октября 1970 года командир Гвардейского ракетного Ровенского ордена Ленина Краснознаменного орденов Суворова, Кутузова и Богдана Хмельницкого полка, а с ноября 1972 года заместитель командира 43-й ракетной дивизии.
С августа 1973 года — командир 37-й ракетной дивизии (г. Луцк). За высокие показатели в боевой и политической подготовке в 1974 и 1975 годах дивизия награждалась переходящим Красным Знаменем Военного Совета Ракетных войск «Лучшему соединению за высокие показатели в боевой и политической подготовке».
В феврале 1976 года назначен первым заместителем командующего и членом Военного совета 27-й ракетной армии (г. Владимир). В 1978 году окончил Высшие академические курсы при Военной академии Генерального штаба.
С 5 июня 1979 по 8 ноября 1985 года — командующий и член Военного совета 31-й ракетной армии (Оренбург).
18 февраля 1985 года Герасимову присвоено воинское звание генерал-полковник.
В ноябре 1985 года назначен на должность начальника 12-го Главного управления Министерства обороны СССР, обеспечивающего ядерными боеприпасами в том числе и Ракетные войска стратегического назначения.
С апреля 1992 года в отставке, проживал в Москве. Был членом Совета ветеранов войны и военной службы.
Скончался 19 мая 2021 года после продолжительной болезни. Похоронен на Троекуровском кладбище.

## Награды
- Орден Ленина (1981),
- Орден Красной Звезды (1972),
- Орден «За службу Родине в Вооружённых Силах СССР» II степени (1988),
- Орден «За службу Родине в Вооружённых Силах СССР» III степени (1976),
- Медаль «В ознаменование 100-летия со дня рождения Владимира Ильича Ленина» (1970),
- Медаль «Ветеран Вооружённых Сил СССР»,
- Медаль «За укрепление боевого содружества»,
- Медаль «За безупречную службу» I степени,
- Медаль «За безупречную службу» II степени,
- Медаль «За безупречную службу» III степени,
- Медали СССР,
- Медали РФ,
- Иностранные награды.

## Воинские звания
- генерал-майор (25 апреля 1975),
- генерал-лейтенант (25 октября 1979),
- генерал-полковник (18 февраля 1985)[6].